# پاتریک تراتون
پاتریک تراتون (انگلیسی: Patrick Troughton؛ ۲۵ مارس ۱۹۲۰ – ۲۸ مارس ۱۹۸۷) بازیگر اهل بریتانیا بود. 
از فیلم‌هایی که وی در آن نقش داشته است، می‌توان به هملت، ریچارد سوم، ۱۹۸۴، جیسن و آرگونات‌ها، طالع نحس، شبح اپرا، ادوارد و خانم سیمپسون، دادگاه جزا، رؤیاهای دیروز و دکتر هو اشاره کرد.